# برای صلح و سوسیالیسم – حزب کارگران کمونیست
برای صلح و سوسیالیسم – حزب کارگران کمونیست حزبی مارکسیست-لنینیست در فنلاند است که در 1988 تشکیل شد. این حزب پس از بحران و انشعاب در حزب کمونیست فنلاند با هدف ایجاد حزبی مستقل تشکیل شد.